# Never Ending Story
Never Ending Story – singel polskiej piosenkarki Darii i niemieckiego duetu DJ-skiego Kush Kush. Singel został wydany 25 marca 2022.
Kompozycja znalazła się na 1. miejscu listy AirPlay – Top, najczęściej odtwarzanych utworów w polskich rozgłośniach radiowych. Nagranie otrzymało w Polsce status złotego singla, przekraczając liczbę 25 tysięcy sprzedanych kopii.

## Geneza utworu i historia wydania
Utwór napisali i skomponowali Daria Marcinkowska, Maciej Puchalski, Kevin Zuber, Duncan Townsend, Gigi Lopez, Kevin Zaremba, Matthias Kurpiers i Mikołaj Trybulec, natomiast za produkcję piosenki odpowiadają Pelican.
Singel ukazał się w formacie digital download 25 marca 2022 w Polsce za pośrednictwem wytwórni płytowej Pelican Songs w dystrybucji Universal Music Polska.
Piosenka znalazła się w grupie dwudziestu jeden polskich propozycji, spośród których polski oddział stowarzyszenia OGAE wyłaniał reprezentanta kraju na potrzeby plebiscytu OGAE Song Contest 2023.
Utwór znalazł się na polskich składankach: Hity na czasie: Lato 2022 (wydana 24 czerwca 2022) i Bravo Hits: Lato 2022 (wydana 24 czerwca 2022).

## „Never Ending Story” w stacjach radiowych
Nagranie było notowane na 1. miejscu w zestawieniu AirPlay – Top, najczęściej odtwarzanych utworów w polskich rozgłośniach radiowych.

## Teledysk
Do utworu powstał teledysk w reżyserii Dawida Ziemby, który udostępniono w dniu premiery singla za pośrednictwem serwisu YouTube.
Wideo znalazło się na 1. miejscu na liście najczęściej odtwarzanych teledysków przez telewizyjne stacje muzyczne.

## Lista utworów
- Digital download[2]

1. „Never Ending Story” – 2:46

## Notowania
| Kraj   | Lista (2022)      | Najwyższa pozycja |
| ------ | ----------------- | ----------------- |
| Polska | AirPlay – Top     | 1                 |
| Polska | AirPlay – Nowości | 1                 |
| Polska | AirPlay – TV      | 1                 |

| Kraj   | Lista (2022)  | Pozycja |
| ------ | ------------- | ------- |
| Polska | AirPlay – Top | 30      |

## Certyfikaty
| Kraj          | Certyfikat  | Sprzedaż |
| ------------- | ----------- | -------- |
| Polska (ZPAV) | złota płyta | 25 000+  |

## Wyróżnienia
| Rok  | Konkurs                  | Kategoria                   | Rezultat    |
| ---- | ------------------------ | --------------------------- | ----------- |
| 2022 | Gorąca 100               | 100 największych hitów 2022 | 30. miejsce |
| 2022 | Przebój roku RMF FM 2022 | Przebój roku                | 77. miejsce |